# Štěpanice (Hartmanice)
Štěpanice jsou malá vesnice, část města Hartmanice v okrese Klatovy v Plzeňském kraji. Nachází se asi dva kilometry jihovýchodmě od Hartmanic. Štěpanice jsou také název katastrálního území o rozloze 3,39 km². V katastrálním území Štěpanice leží i Palvinov a zčásti též Vatětice.

## Historie
První písemná zmínka o vesnici pochází z roku 1396.

## Obyvatelstvo
| Rok            | 1869 | 1880 | 1890 | 1900 | 1910 | 1921 | 1930 | 1950 | 1961 | 1970 | 1980 | 1991 | 2001 | 2011 | 2021 |
| -------------- | ---- | ---- | ---- | ---- | ---- | ---- | ---- | ---- | ---- | ---- | ---- | ---- | ---- | ---- | ---- |
| Počet obyvatel | 166  | 177  | 172  | 189  | 187  | 339  | 111  | 137  | 45   | 28   | 47   | 14   | 4    | 3    | 2    |
| Počet domů     | 28   | 27   | 27   | 26   | 27   | 19   | 21   | 47   | 47   | 10   | 17   | 11   | 11   | 11   | 12   |

## Obecní správa
Při sčítání lidu v letech 1850–1959 Štěpanice byly samostatnou obcí v okrese Sušice. Od roku 1960 jsou částí města Hartmanice v okrese Klatovy. V letech 1850–1899 k obci patřily Malý Radkov, Palvinov a Zálužice a v letech 1950–1959 také Kříženec a Kundratice.